# Aquilegia chrysantha
Aquilegia chrysantha là một loài thực vật có hoa trong họ Mao lương. Loài này được A.Gray mô tả khoa học đầu tiên năm 1873.

## Hình ảnh

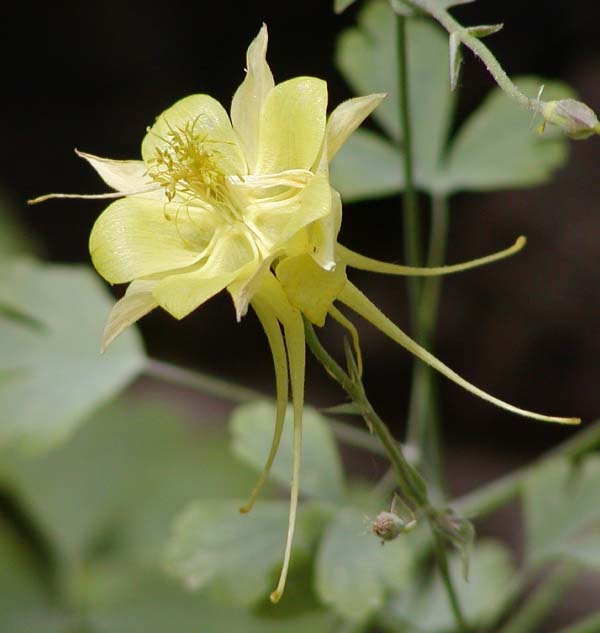
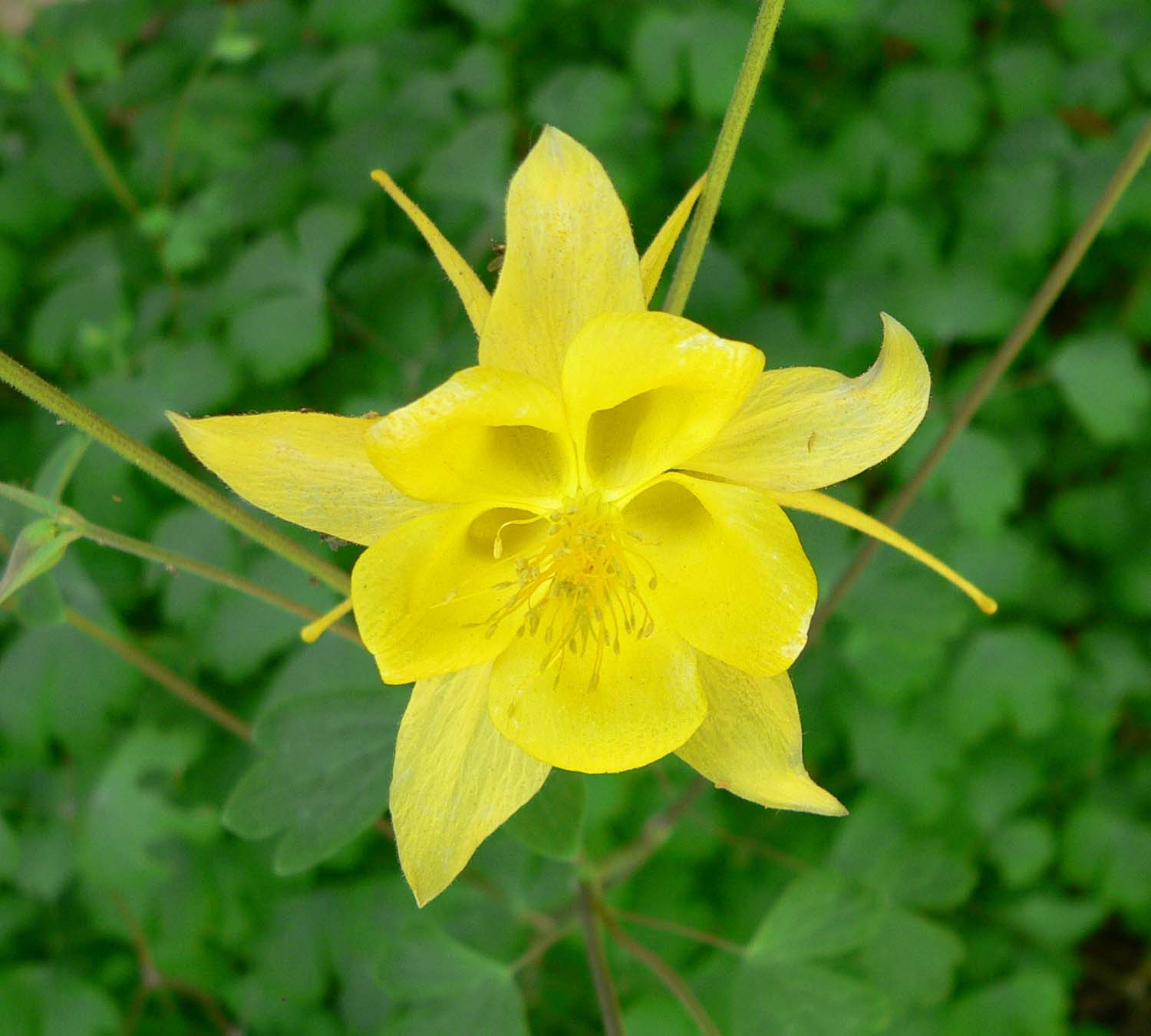
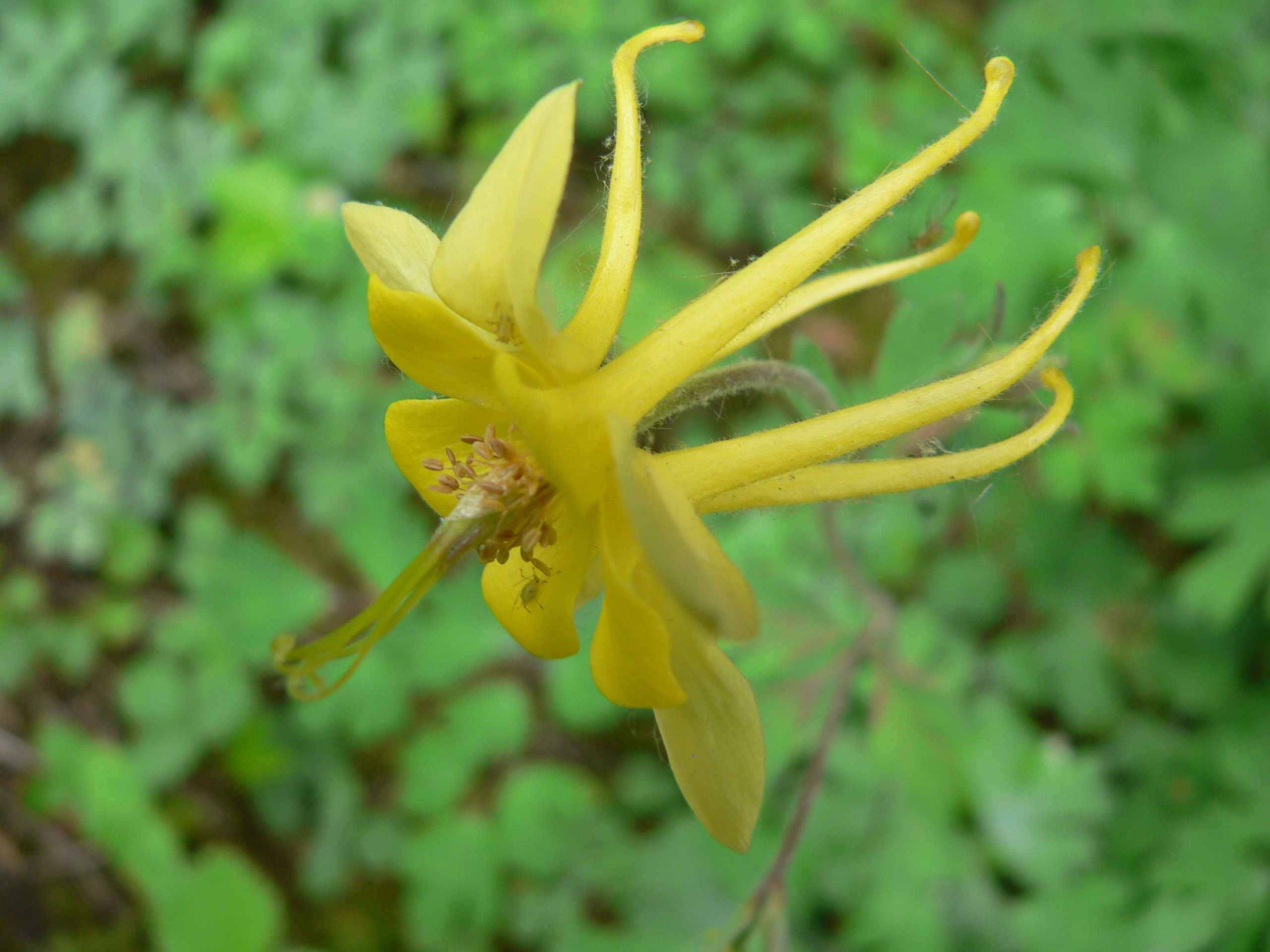
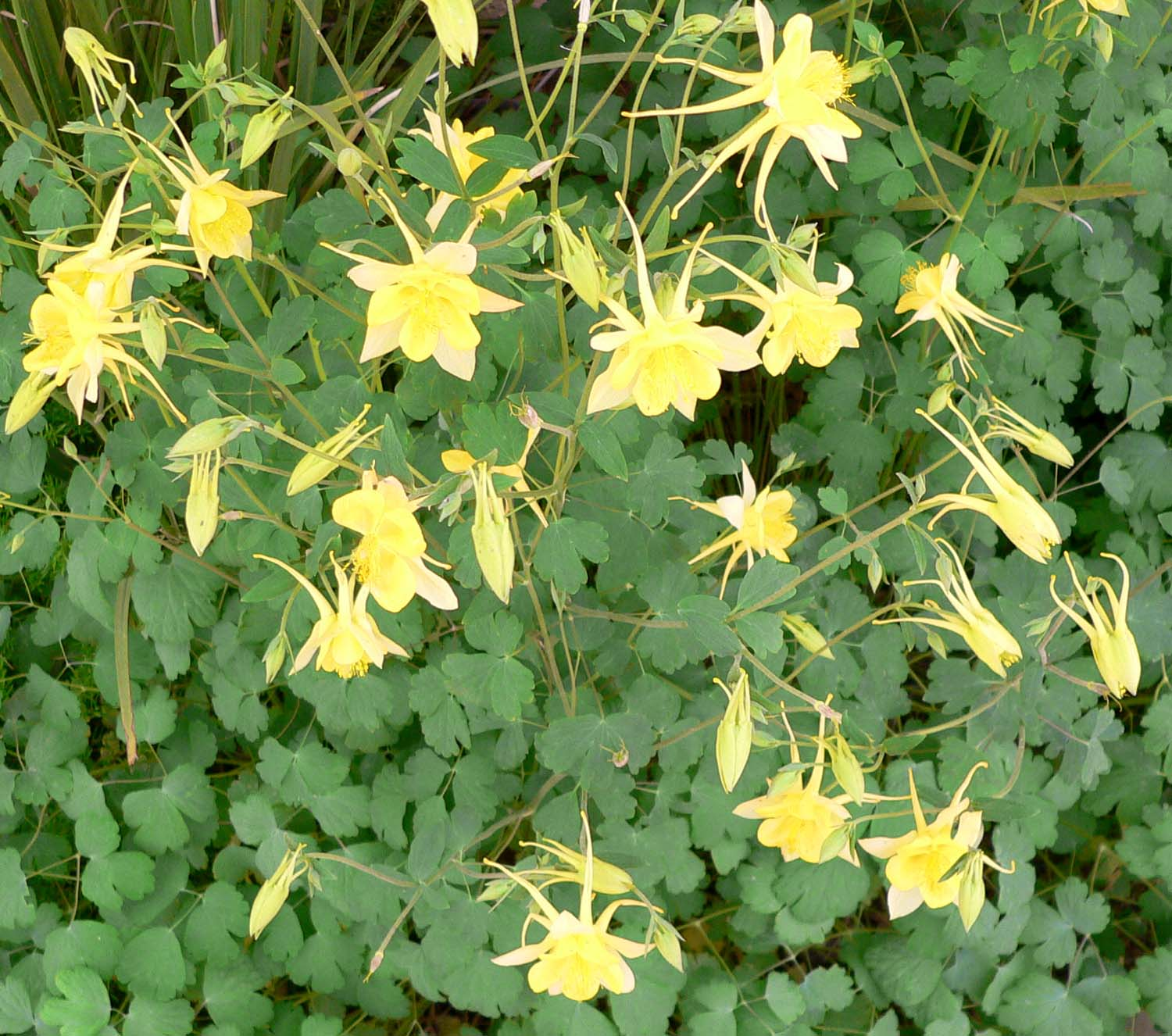